# Habitatge al carrer de la Terrassa, 40 (Rubí)
L'habitatge al carrer de la Terrassa, 40 és una casa del municipi de Rubí (Vallès Occidental) protegida com a bé cultural d'interès local.

## Descripció
Edifici cantoner de planta baixa i pis sobre un terreny de 13 m d'amplada. El fet que aquesta mida sigui equivalent a gairebé tres terrenys "típics" del nucli històric, mostra la importància del propietari. Destaquen els arcs escarsers de les obertures emmarcats per motllures planes arrebossades a la façana principal i que exterioritza l'estructura interior a la resta de la façana. Al primer pis els arcs estan tapiats. A la primera planta l'obertura central està constituïda per un balconet mentre que les altres són finestres. Les reixes són de forja, en una de les obertures de planta baixa presenta la data de 1879. La façana està rematada per un ràfec de teula sobre rajoles ceràmiques.